# Autoritratto con bastone
L'Autoritratto con bastone è un dipinto a olio su tela (133,7x103,8 cm) realizzato nel 1658 dal pittore Rembrandt Harmenszoon Van Rijn.
L'opera, che appartiene alla Frick Collection di New York, è firmata e datata "REMBRANDT F. 1658".
Come nell'Autoritratto con camicia ricamata, l'artista si ritrae con vesti particolari: in questo caso, sembrerebbero essere abiti regali, ma non si sa se il pittore volesse richiamare un personaggio storico o mitologico, se non addirittura lo stesso Giove. 

L'espressione tesa viene collegata ai problemi economici che lo ridussero alle soglie del carcere.